# 戴謙
戴謙（1949年8月20日—），出生於台南市。臺灣畜牧學者，有養鴨博士之別稱。曾任國立臺灣大學兼任教授、國立成功大學生物科技研究所教授兼所長、南臺科技大學校長、畜產試驗所所長、南科管理局局長、國科會副主委、臺灣中油董事長，崑山科技大學企業管理系講座教授
，崑山高級中學校長，臺南市副市長。

## 學歷
- 臺灣省立臺南第一中學
- 國立臺灣大學畜牧系學士（1968年－1972年）
- 1972年公務人員高等考試建設人員畜牧科優等及格
- 國立臺灣大學畜牧研究所碩士（1974年－1976年）
- 美國加利福尼亞大學戴維斯分校遺傳學博士（1980年－1984年）

## 經歷
- 臺灣省畜產試驗所宜蘭種畜繁殖場技正（1976年8月－1981年1月）
- 臺灣省畜產試驗所宜蘭分所畜產系主任（1981年1月－1984年3月）
- 臺灣省畜產試驗所宜蘭分所所長（1984年3月－1985年3月）
- 臺灣省畜產試驗所育種系主任（1985年3月－1989年3月）
- 臺灣省畜產試驗所所長1989年3月－1996年3月）
- 國立臺灣大學兼任教授（1990年8月－1998年7月）
- 臺灣省政府農林廳副廳長（1996年12月－1998年10月）
- 國立成功大學生物科技研究所教授兼所長（1998年8月－2000年1月）
- 國立成功大學生物科技研究所教授（2001年1月－2006年7月）
- 南科籌備處主任（2000年1月－2003年1月）
- 南科管理局局長（2003年1月－2006年7月）
- 行政院國家科學委員會副主任委員（2006年7月－2007年8月）
- 南臺科技大學校長（2007年8月1日－2017年11月5日）
- 財團法人奇美醫院董事（2009年7月－2010年11月）
- 奇美醫療財團法人董事（2010年11月－）
- 台灣中油公司董事長（2017年11月6日－2019年3月3日）
- 崑山高級中學校長（2020年8月-2021年2月）
- 臺南市政府副市長（2021年3月1日-）
- 崑山高級中學榮譽董事長（2021年3月1日-）

## 榮譽
- 第二十三屆中華民國十大傑出青年 74/09/2l
- 行政院國家科學委員會77學年度傑出研究獎 77/08～79/09
- 行政院國家科學委員會79學年度傑出研究獎 79/08～81/07
- 行政院國家科學委員會81學年度優等研究獎 81/08～82/07
- 行政院國家科學委員會83學年度優等獎 83/08～84/07
- 臺灣省政府農業發展基金農業貢獻一等獎 82/07/01
- 中華農學會八十六年度農業學術獎 86/10/09
- 臺灣省政府榮譽紀念章 87/07/30
- 法國榮譽軍團勳章 95/11

## 外部連結
- 戴謙-南科局長簡介 （页面存档备份，存于）
- 遠見雜誌 - 前進的動力：戴謙  眼光放遠冷門出頭天
- 經濟部：戴謙接任中油董事長-聯合新聞網 （页面存档备份，存于）

| 教育職務                           | 教育職務                                            | 教育職務      |
| ---------------------------------- | --------------------------------------------------- | ------------- |
| 南臺科技大學                       |                                                     |               |
| 前任： 張信雄                      | 南臺科技大學校長 第三任 2007年8月1日－2017年11月6日 | 繼任： 盧燈茂 |
| 官衔                               |                                                     |               |
| 台灣中油                           |                                                     |               |
| 前任： 楊偉甫（代理） 正任：陳金德 | 台灣中油董事長 第十六任 2017年11月6日－2019年3月3日 | 繼任： 歐嘉瑞 |